# Elisabeth Lutyens
Agnes Elisabeth Lutyens (ur. 9 lipca 1906 w Londynie, zm. 14 kwietnia 1983 tamże) – brytyjska kompozytorka.

## Życiorys
Była córką architekta Edwina Lutyensa. Studiowała w École normale de musique w Paryżu (1922–1923) oraz u Harolda Darke’a w Royal College of Music w Londynie (1926–1930). W 1969 roku została odznaczona Orderem Imperium Brytyjskiego w stopniu komandora. Początkowo tworzyła w idiomie romantycznym, z czasem wypracowała własny styl muzyczny, korzystając z techniki dodekafonicznej. Była jednym z pierwszych kompozytorów brytyjskich posługujących się tą techniką. Jej atonalna twórczość długo pozostawała zjawiskiem izolowanym i została szerzej doceniona dopiero w latach 60. XX wieku.
Jej mężem był dyrygent Edward Clark. Opublikowała autobiografię pt. A Goldfish Bowl (Londyn 1972).

## Wybrane kompozycje
(na podstawie materiałów źródłowych)

### Utwory orkiestrowe
- 3 Pieces (1939)
- 6 koncertów kameralnych (1939–1948)
- 3 Symphonic Preludes (1942)
- Koncert altówkowy (1947)
- Music I (1954)
- Quincunx (1960)
- suita symfoniczna En voyage (1960)
- Symphonies na fortepian, instrumenty dęte, harfy i perkusję (1961)
- Music II (1962)
- Music III (1964)
- Music na fortepian i orkiestrę (1964)
- Plenum II na obój i orkiestrę kameralną (1973)
- The Winter of the World na wiolonczelę i zespół kameralny (1973)
- Eos na orkiestrę kameralną (1975)
- Rondel (1976)
- 6 Bagatelles na orkiestrę kameralną (1976)
- Nox na fortepian i 2 orkiestry kameralne (1977)
- Wild Decembers (1980)
- Music IV (1981)

### Utwory kameralne
- Sonata na altówkę solo (1938)
- 13 kwartetów smyczkowych (1938–1982)
- Trio smyczkowe (1939)
- 9 Bagatelles na wiolonczelę i fortepian (1942)
- Aptote na skrzypce (1948)
- Valediction na klarnet i fortepian (1954)
- Nocturnes na skrzypce, wiolonczelę i gitarę 1956)
- Capricci na 2 harfy i perkusję (1956)
- 6 Tempi na 10 instrumentów (1957)
- Kwintet dęty (1960)
- Kwintet smyczkowy (1963)
- Trio na flet, klarnet i fagot (1963)
- Scena na skrzypce, wiolonczelę i perkusję (1964)
- Music for Wind na podwójny kwintet dęty (1964)
- Music for 3 na flet, obój i fortepian (1964)
- The Fall of the Leafe na obój i kwartet smyczkowy (1967)
- Horai na skrzypce, róg i fortepian (1968)
- The Tides of Time na kontrabas i fortepian (1969)
- Driving Out the Death na obój i trio smyczkowe (1971)
- Rape of the Moone na oktet dęty (1973)
- Plenum III na kwartet smyczkowy (1974)
- Kareniana na altówkę i grupę instrumentalną (1974)
- Go, Said the Bird na gitarę elektryczną i kwartet smyczkowy (1975)
- Mare et Minutiae na kwartet smyczkowy (1976)
- Fantasia na saksofon altowy i 3 grupy instrumentalne (1977)
- O Absalom na obój i trio smyczkowe (1977)
- Constants na wiolonczelę i fortepian (1977)
- Doubles na kwartet smyczkowy (1978)
- Footfalls na flet i fortepian (1978)
- Prelude na skrzypce (1979)
- Trio na klarnet, wiolonczelę i fortepian (1979)
- Morning Sea na obój i fortepian (1979)
- Rapprochement na róg, harfę, kwartet dęty, kwartet smyczkowy, fortepian i perkusję (1980)
- 6 na zespół 6 instrumentów i perkusję (1980)
- Solo na klarnet zamiennie z klarnetem basowym i kontrabas (1980)
- Branches of the Night and of the Day na róg i kwartet smyczkowy (1981)
- The Living Night na perkusję (1981)
- Echo of the Wind na altówkę (1981)
- Triolet 1 na klarnet, mandolinę i wiolonczelę
- Triolet II na wiolonczelę, marimbę i harfę (1982)

### Utwory fortepianowe
- 5 Intermezzi (1942)
- Piano e Forte (1958)
- Plenum I (1973)
- The Ring of Bone (1975)
- 5 impromptus (1977)
- 3 Books of Bagatelles (1979)
- La natura dell’acqua (1981)

### Utwory organowe
- Sinfonia (1956)
- Plenum IV (1975)

### Utwory wokalno-instrumentalne
- O Saisons, O Chateaux na sopran, mandolinę, gitarę, harfę i smyczki (1946)
- Requiem for the Living na solistów, chór i orkiestrę (1948)
- Bienfaits de la lune na sopran, tenora, chór, smyczki i perkusję (1952)
- Catena na sopran, tenora i 21 instrumentów (1962)
- Encomion na chór, instrumenty dęte blaszane i perkusję (1963)
- The Valley of Haisu-Se na sopran i zespół instrumentów (1965)
- Akapotik Rose na sopran i zespół instrumentów (1966)
- And Suddenly It’s Evening na tenora i 11 instrumentów (1967)
- Phoenix na sopran, skrzypce, klarnet i fortepian (1968)
- Anerca na żeński chór mówiony, 10 gitar i perkusję (1970)
- Vision of Youth na sopran, 3 klarnety, fortepian i perkusję (1970)
- Islands na sopran, tenora, recytatora i zespół instrumentów (1971)
- The Tears of Night na kontratenor, 6 sopranów i 3 zespoły instrumentalne (1971)
- Requiescat, in memoriam Igor Stravinsky na sopran i trio smyczkowe (1971)
- Dirge for the Proud World na sopran, kontratenora, klawesyn i wiolonczelę (1971)
- Counting Your Steps na chór, 4 flety i 4 perkusistów (1972)
- Chimes and Cantos na baryton i zespół instrumentów (1972)
- Voice of Quiet Waters na chór i orkiestrę (1972)
- Laudi na sopran, 3 klarnety, fortepian i perkusję (1973)
- Chorale Prelude and Paraphrase na tenora, kwintet smyczkowy i perkusję (1977)
- Cascando na kontralt, skrzypce i smyczki (1977)
- Elegy of the Flowers na tenora i 3 grupy instrumentalne (1978)
- Echoi na mezzosopran i orkiestrę (1979)
- Cantata na sopran i instrumenty (1979)
- Cantata na 3 solistów i zespół instrumentów (1979)
- The Roots of the World na chór i wiolonczelę obbligato (1979)
- Echoes na kontralt, flet altowy, rożek angielski i kwartet smyczkowy (1979)
- Mine Eyes, My Bread, My Spade na baryton i kwartet smyczkowy (1980)
- Fleur du silence na tenora, flet, obój, róg, harfę, skrzypce, altówkę i perkusję (1980)
- The Singing Birds na aktorkę i altówkę (1980)

### Utwory sceniczne
- balet the Birthday of the Infanta (1932)
- scena dramatyczna The Pit na tenora, bas, chór żeński i orkiestrę (1949)
- opera radiowa Penelope (1950)
- opera kameralna Infidelio (1956)
- opera The Numbered (1967)
- dramat liryczny Isis and Osiris na 8 głosów i zespół kameralny (1969)
- teatr muzyczny The Linnet from the Leaf na 5 śpiewaków i 2 grupy instrumentalne (1972)
- 5 scen The Waiting Game na mezzosopran, baryton i orkiestrę kameralną (1973);
- scena One and the Same na sopran, narratora i mimów (1973)
- opera balladowa The Goldfish Bowl (1975)